# Лигаза
Лигазите са клас ензими, които са отговорни за създаването на ковалентна връзка между две различни молекули. Много важна характеристика на процеса е паралелното разкъсване на макроенергетична връзка от АТФ или сходно, богато на енергия съединение.
Общото уравнение на реакцията може да бъде представено като:
А + Б + АТФ ↔ А–Б + АДФ + Ф
Специфичен пример за ензим от този клас е пируват-карбоксилазата (EC 6.4.1.1), отговорен за присъединяването на молекула въглероден диоксид към пируват, при което се формира оксалацетат:
пируват + CO2 + АТФ – оксалацетат + АДФ + Ф
Създаването на новата връзка изисква енергия, която се компенсира от разкъсването на химична връзка от АТФ. Терминът за подобна реакция е „процес, спрегнат с хидролизата на АТФ“.

## Номенклатура
Систематичното име може да се формира като се добави окончанието „лигаза“. Като например [[L-тирозин-тРНКТирлигаза]] (EC 6.1.1.1). Като алтернатива може да бъде използвано и окончанието „синтетаза“ и „карбоксилаза“. Синтетаза е вариант за обозначаването на създаване на молекула, докато карбоксилаза е доста специфично окончание за свързването на молекула въглероден диоксид към дадено химично съединение.

## Класификация
Лигазите се индентифицират като EC 6 според ензимната номенклатура на IUBMB. Класа се подразделя на 6 подкласа в зависимост от характера на връзката, която се образува.
- EC 6.1: Образуващи въглерод-кислород връзки
- EC 6.2: Образуващи въглерод-сяра връзки
- EC 6.3: Образуващи въглерод-азот връзки
- EC 6.4: Образуващи въглерод-въглерод връзки
- EC 6.5: Образуващи фосфат-естерни връзки
- EC 6.6: Образуващи азот-метал връзки